# Европейски омбудсман
Европейският омбудсман е независима институция, която следи за спазването на законово гарантираните права и свободи на гражданите от страна на органите на Европейския съюз.
Когато органите на Европейския съюз бездействат или техните действия противоречат на действащото право, омбудсманът е институцията, която осигурява бърза, навременна и ефикасна защита на гражданите и юридическите лица.
Институцията омбудсман не е обвързана с органите на съдебната власт. Европейският омбудсман не изисква и не получава указания за извършване на дейността си от правителства, институции, органи, служби, ведомства или агенции. Упражняването на друга платена или неплатена професионална дейност по време на мандата не е позволено.

## История
Институцията омбудсман е учредена за първи път в Швеция през 1713 г. като кралски омбудсман (при управлението на крал Карл XII), а през 1809 г. – парламентарен. На шведски омбудсман означава „овластен с права“ – пратеник, посредник, лице, към което се отправят оплаквания и молби. 
Институцията на европейския омбудсман възниква през 1992 г. с Договора от Маастрихт, а първият, заемащ длъжността, е избран през 1995 г. – Якоб Сьодерман, чийто мандат изтича през 2003 г. П.Никифорос Диамнадурос заема длъжността от 2003 г. до 1 октомври 2013 г. Настоящият омбудсман на Европейския съюз е Емили О'Райли. Омбудсманът осъществява дейността си въз основа на чл. 228 от Договора за функциониране на Европейския съюз 

### Мандат
Европейският омбудсман се избира от Европейския парламент за срока на мандата на Парламента, но мандатът му може да бъде подновяван. Освобождаването от длъжност от Съда може да стане по искане на Европейския парламент, ако омбудсманът не отговаря на необходимите условия за изпълняване на задълженията си или при извършено сериозно нарушение.
Договорът на омбудсмана може да бъде прекратен след изтичане на мандата му или при доброволна или наложима оставка. В случай че позицията се освободи преди да е изтекъл мандатът, в срок от три месеца от освобождаване на длъжността се избира следващият омбудсман, които довършва мандата.

### Функции на Европейския омбудсман
Функциите на омбудсмана се състоят в това да разследва и докладва за случаи на лоша администрация в институциите, органите, службите или агенциите на Европейския съюз, които са нарушили закона, не са зачели принципите на добрата администрация или са нарушили човешките права. Под юрисдикцията на омбудсмана не спада Съда на Европейския съюз при изпълнение на неговите функции. Омбудсманът на базата на получени жалби, които счита за основателни, или по собствена инициатива, започва проучването и разследването на конкретния случай.
Нарушенията, които могат да бъдат установени, включват: несправедливост, дискриминация, злоупотреба с власт, липса или отказ за предоставяне на информация, ненужно забавяне, неправилни процедури.
При установено лошо администриране омбудсманът сезира определената институция, орган, служба или агенция, като срокът за предоставяне на съответното становището е три месеца.

### Сезиране на омбудсмана
Всеки гражданин на Европейския съюз или всяко физическо или юридическо лице, с пребиваване или седалище в някоя от държавите членки може да внесе жалба до европейския омбудсман чрез писмо, факс или с електронна поща. Европейският омбудсман може да разглежда само жалби, свързани с администрацията на Европейския съюз, а не жалби относно национални, регионални или местни администрации дори когато засягат въпроси на Европейския съюз. 
Жалбата се съставя на един от езиците, на които е създаден Договорът за Европейския съюз, като в нея трябва ясно да се посочат данните за самоличността на жалбоподателя, институцията или органа на Европейския съюз, срещу който е насочена жалбата, и причините за подаване на жалба. Срокът за внасяне на жалба е две години от датата, на която е установено нарушението.
Предварително условие за сезиране на омбудсмана е жалбоподателят да е сезирал по въпроса конкретната институция или орган.
Институциите и органите на Съюза са задължени да снабдяват европейския омбудсман с необходимата му за дадено разследване информация, да му осигуряват достъп до материалите, които той изисква. Държавите членки също могат да оказват съдействие в снабдяването на всяка информация, която би била от полза за разрешаване на случаите. 

## Екип на омбудсмана

### Kабинет на Европейския омбудсман
Кабинетът на омбудсмана извършва консултативна дейност във връзка с отношенията с останалите институции на Европейския съюз и правомощия по разглеждане на случаи. Кабинетът отговаря за управлението на работния график и кореспонденцията на омбудсмана, координира дейността с останалите звена в службата и отговаря за протоколни въпроси. Друго правомощие на членовете на кабинета е участие в подготовката на речи и статии. Също така имат представителни функции – представляват омбудсмана на срещи, семинари, конференции.

### Генерален секретариат
В задълженията на главния секретар влиза отговорността за стратегическото управление, насоките за общата координация и съветнически функции относно политиката.

### Отдел „Комуникация“
Този отдел е пряко подчинен на омбудсмана и главния секретар. Основна дейност на отдел „Комуникация“ е да информира организациите и хората на територията на Европейския съюз за ролята и дейността на омбудсмана. Всички контакти с медиите се осъществяват от членове на отдела. В задълженията му влиза и организиране на информационни посещения и събития на омбудсмана, поддържане на отношения с други Подготовката и издаването на информационните материали на омбудсмана, интернет страниците на институцията са в правомощията на отдела. Освен това координира съвместната дейност в Европейската мрежа на омбудсманите.

### Дирекция „A“
Дирекция A е разделена на две секции, отговарящи за обработката на жалби и осъществяването на проверки и секция с обслужващи функции.
Секция „Жалби и проверки“ 1; Секция „Жалби и проверки“ 2
Отговарят за обработката на жалбите и осъществяват проверките, необходими за изясняване случаите на лошо управление, търсят решения и разработват проектопрепоръки, решения за приключване на проверки и специални доклади до Европейския парламент.

### Регистър
Отдел „Регистър“ осъществява регистрацията, разпространението и предаването на документацията, която се получава или изпраща от службата. Секцията завежда архивите и библиотеката на омбудсмана. Отделът носи отговорност и за обработката на жалбите, попаднали извън мандата на омбудсмана.

### Дирекция „Б“
Дирекция Б е разделена на две секции, отговарящи за обработката на жалби, и секция „Персонал, администрация и бюджет“, която е с обслужващи функции.
Секция „Жалби и проверки“ 3; Секция „Жалби и проверки“ 4
В задълженията на секциите влиза първичната обработка на входящите жалби и извършването на необходимите проверки за установяване на фактите. След което се пристъпва към разработване на възможни решения на проблема и извеждане на проектопрепоръки. Подготвят решения на приключили проверки относно изяснени случаи на лошо управление. Изработват специални доклади до Европейския парламент.
Секция „Персонал, администрация и бюджет“
Секция „Персонал, администрация и бюджет“ реализира вътрешното административно обслужване на службата на омбудсмана. Отговаря за всички административни въпроси, свързани с персонала, човешките ресурси, бюджета и финансиране на институцията. Представлява институцията в междуинституционални комитети. Отделът назначава персонал, управлява индивидуалните права и вътрешната комуникация и обучение.

### Длъжностно лице за защита на личните данни
Отговаря за спазването на принципите на конфиденциалността при работа с личните данни.

## Европейска мрежа на омбудсманите
Мрежата е създадена през 1996 г. и се превръща в инструмент за съвместна дейност между омбудсманите и екипите им. Мрежата е от голямо значение за Европейския омбудсман, защото е ефикасен механизъм при разглеждането на жалби, които са извън мандата му. Организират се периодични семинари, форуми за обмен на опит и добри практики.
Европейският омбудсман, Комисията по петициите към Европейския парламент, националните и регионалните омбудсмани и подобните им органи на държавите членки и на кандидатите за членство в Европейския съюз съвместно формират европейската мрежа на омбудсманите.
Мрежата на омбудсманите включва повече от 90 служби и 32 европейски страни.

## Същност на лошо управление
Под лошо управление се разбира всяка административна дейност, която не е осъществена или е незадоволителна в конкретния повод. Ако дадена институция не спазва законодателството, нарушава правата на човека и не зачита принципите на добро управление, то тя извършва лошо управление. За неправомерни действия се считат несправедливост, дискриминация, злоупотреба с власт, липса на отговор, отказ за предоставяне на информация, ненужно забавяне.